# Ehrenpromotion 2006/07
Die Ehrenpromotion 2006/07 war die 93. Spielzeit in der zweithöchsten luxemburgischen Spielklasse im Fußball der Männer.

## Teilnehmer
Die Spielzeit 2006/07 wurde mit 14 Vereinen ausgetragen. Zu den Mannschaften auf den Plätzen 5 bis 12 der vorherigen Saison kamen zwei Absteiger aus der Nationaldivision sowie vier Aufsteiger aus der 1. Division.
|  | Verein                     | Stadt/Gemeinde      | Stadion                    | Kapazität |
|  | -------------------------- | ------------------- | -------------------------- | --------- |
|  | FC Avenir Beggen           | Beggen              | Stade Henri Dunant         | 4.830     |
|  | FC Jeunesse Canach         | Canach              | Stade Rue de Lenningen     | 1.500     |
|  | FC Cebra 01                | L.-Zessingen        | Complexe Sportif Boy Konen | 1.000     |
|  | FC 72 Erpeldingen          | Erpeldingen         | An der Trell               | 1.000     |
|  | CS Fola Esch               | Esch an der Alzette | Stade Émile Mayrisch       | 3.826     |
|  | FC RM Hamm Benfica         | L.-Hamm             | Terrain de Football Cents  | 2.800     |
|  | US Hostert                 | Niederanven         | Stade Jos Becker           | 1.500     |
|  | Union Mertert-Wasserbillig | Mertert             | Stade de la Sûre           | 1.800     |
|  | Sporting Mertzig           | Mertzig             | Stade "An den Burwiesen"   | 2.500     |
|  | CS Oberkorn                | Differdingen        | Stade Henri Jungers        | 1.000     |
|  | US Rümelingen              | Rümelingen          | Stade Municipal            | 2.950     |
|  | FC Jeunesse Schieren       | Schieren            | Terrain Am Ge'er           | 1.600     |
|  | Sporting Club Steinfort    | Steinfort           | Stade Demy Steichen        | 1.300     |
|  | FC Koeppchen Wormeldingen  | Wormeldingen        | Stade Am Ga                | 2.000     |

## Tabelle
| Pl.               | Verein                      | Sp. | S  | U | N  | Tore    | Diff. | Punkte | Anm. |
| ----------------- | --------------------------- | --- | -- | - | -- | ------- | ----- | ------ | ---- |
| 1.                | FC RM Hamm Benfica          | 26  | 17 | 6 | 3  | 059:230 | +36   | 57     | ▲    |
| 2.                | FC Avenir Beggen (A)        | 26  | 15 | 5 | 6  | 052:230 | +29   | 50     | ▲    |
| 3.                | CS Fola Esch (N)            | 26  | 13 | 6 | 7  | 038:290 | +9    | 45     | ( ▲) |
| 4.                | US Rümelingen (A)           | 26  | 13 | 4 | 9  | 049:370 | +12   | 43     |      |
| 5.                | Union Mertert-Wasserbillig  | 26  | 13 | 4 | 9  | 042:310 | +11   | 43     |      |
| 6.                | Sporting Club Steinfort (N) | 26  | 13 | 3 | 10 | 043:390 | +4    | 42     |      |
| 7.                | CS Oberkorn                 | 26  | 11 | 7 | 8  | 044:380 | +6    | 40     |      |
| 8.                | FC 72 Erpeldingen           | 26  | 11 | 3 | 12 | 047:510 | −4    | 36     |      |
| 9.                | Sporting Mertzig            | 26  | 10 | 5 | 11 | 042:410 | +1    | 35     |      |
| 10.               | Jeunesse Canach             | 26  | 10 | 5 | 11 | 034:500 | −16   | 35     |      |
| 11.               | FC Koeppchen Wormeldingen   | 26  | 10 | 3 | 13 | 040:530 | −13   | 33     | ▼    |
| 12.               | FC Cebra 01                 | 26  | 7  | 5 | 14 | 036:470 | −11   | 26     | ( ▼) |
| 13.               | US Hostert (N)              | 26  | 5  | 3 | 18 | 038:590 | −21   | 18     | ▼    |
| 14.               | FC Jeunesse Schieren (N)    | 26  | 4  | 1 | 21 | 026:690 | −43   | 13     | ▼    |
| Stand: Saisonende |                             |     |    |   |    |         |       |        |      |

Platzierungskriterien: 1. Punkte – 2. Tordifferenz – 3. geschossene Tore

| Zum Saisonende 2005/06: |                                                                                 |
| (A)                     | Absteiger aus der Nationaldivision 2005/06                                      |
| (N)                     | Neuaufsteiger aus der 1. Division 2005/06                                       |
| (R)                     | Verbleib in der Ehrenpromotion durch Gewinn des Barragespiels gegen den Abstieg |
| Zum Saisonende 2006/07: |                                                                                 |
| ▲                       | Aufsteiger in die BGL Ligue 2007/08                                             |
| ( ▲)                    | Teilnehmer am Aufstiegs-Play-off                                                |
| ( ▼)                    | Teilnehmer an den Abstiegs-Play-offs                                            |
| ▼                       | Absteiger in die 1. Division 2007/08                                            |

## Barragespiele

### Aufstieg in die BGL Ligue
Der Dritte der Ehrenpromotion spielte gegen den 12. der BGL Ligue um den Aufstieg in die bzw. den Verbleib in der BGL Ligue 2007/08. Das Spiel fand im Stade Alphonse Theis in Hesperingen statt.
| Datum        |                         | Ergebnis |                   |
| ------------ | ----------------------- | -------- | ----------------- |
| 30. Mai 2007 | FC Victoria Rosport (I) | 2:0      | CS Fola Esch (II) |

### Verbleib in der bzw. Aufstieg in die Ehrenpromotion
Der 11. und 12. der Ehrenpromotion spielten jeweils gegen die beiden Zweitplatzierten der Staffeln der 1. Division um den Verbleib in der bzw. den Aufstieg in die Ehrenpromotion 2008/09.
| Datum         |                                | Ergebnis  |                               |
| ------------- | ------------------------------ | --------- | ----------------------------- |
| 08. Juni 2007 | FC Koeppchen Wormeldingen (II) | 0:2 n. V. | FC Blue Boys Muhlenbach (III) |
| 09. Juni 2007 | FC Cebra 01 (II)               | 2:0       | FC Kehlen (III)               |